# Palma Vecchio

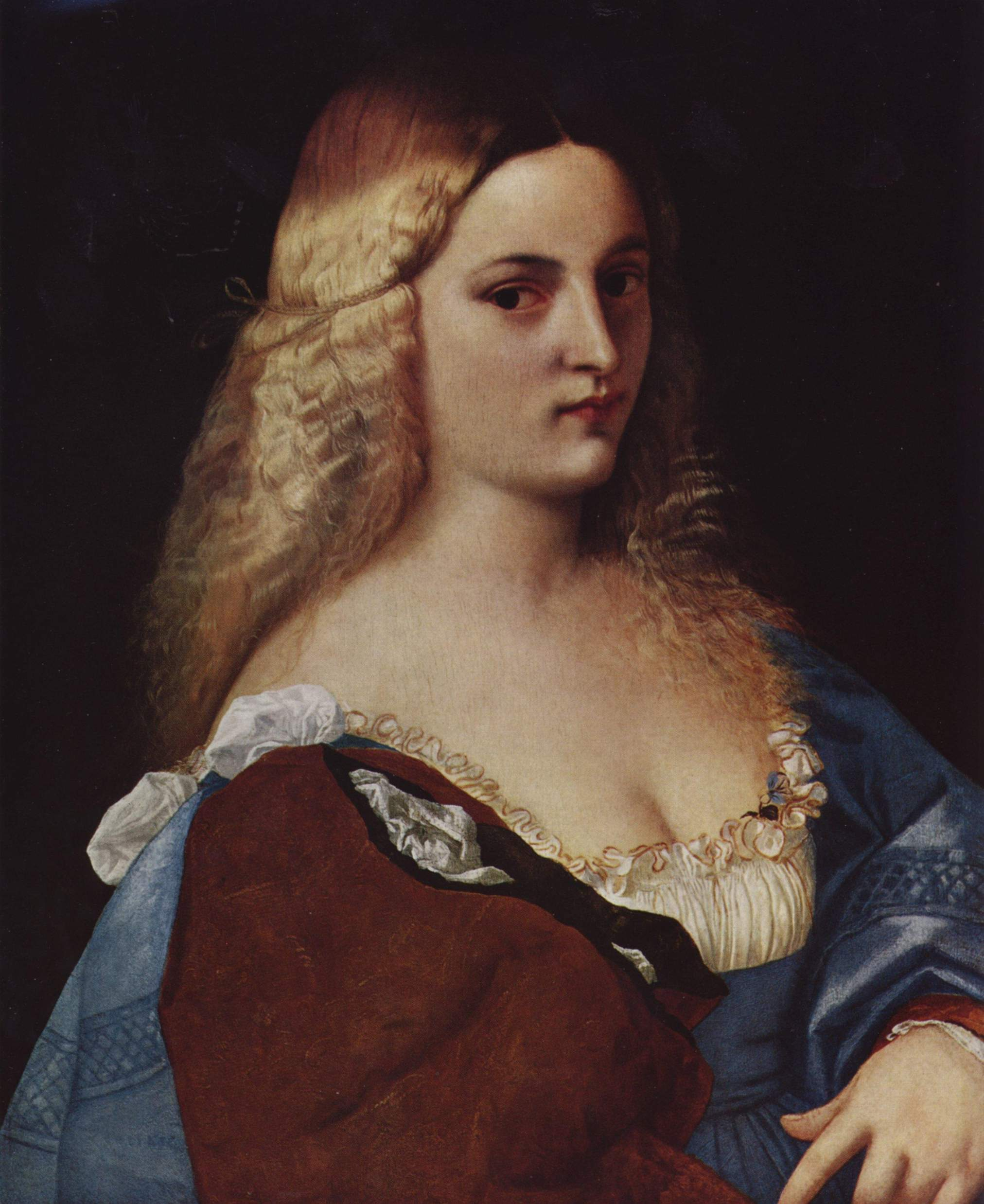
Violante van Palma Vecchio uit circa 1520, te zien in het Kunsthistorisches Museum Wien te wenen

Palma Vecchio, geboren als Jacopo Palma (Serina Alta, circa 1480 - juli 1528) was een Italiaanse kunstschilder uit de Italiaanse renaissance. Hij behoort tot de Venetiaanse School en wordt gezien als een belangrijke meester van deze school, vaak wel niet als een grootmeester daarvan.
Palma Vecchio trok naar Venetië rond zijn twintigste jaar. Zijn schilderstijl ontwikkelde onder invloed van schilders als Giorgione, Titiaan en Giovanni Bellini. Bellini's invloed is vooral te zien is zijn eerste werken, later ziet men meer de invloed van Giorgione en Titiaan. Zijn stijl wordt vaak geroemd om de lichtwerking en het coloriet van zijn doeken en panelen. Dit ook vaak met zijn landschapsachtergronden die als idyllisch kunnen worden omschreven. Een andere liefde van Vecchio als schilder was het schilderen van vrouwen. In Wenen is daarvan een reeks te zien in de Galerij van Liechtenstein. Een vaak terugkerende vrouw die hij schilderde was zijn zogenoemde dochter Violante.
De schilder is ook bekend onder de namen Jacopo Negretti en Palma il Vecchio. Zijn achterneef, die ook geboren was als Jacopo Palma en ook schilder was, wordt Palma Giovane (1544 - 1628), ook wel Jacopo Palma il Giovane of kortweg Palma il Giovane genoemd. Il Giovane betekent vrij vertaald de jongere.
In zijn latere leven nam hij tal van leerlingen onder zijn hoede. Deze zouden na zijn dood in juli 1528 een belangrijke rol spelen zijn om zijn veertig onvolledige werken te voltooien.
Bekende en belangrijke werken van zijn hand zijn onder meer Maagd gekroond in de Kerk van San Stefano te Vicenza, Bewondering van de Herders in het Louvre te Parijs, St.-Petrus gekroond in Venetië, diverse portretten die te zien zijn in de National Gallery te Londen, St.-Petrus stelt een Waarzegger voor aan de Zuigeling Christus in het Palazzo Colonna te Rome en een altaarstuk met een figuur van St.-Barbara, in de Kerk van Santa Maria Formosa te Venetië, genaamd Madonna met Kind en heiligen (Sacra Conversazione),

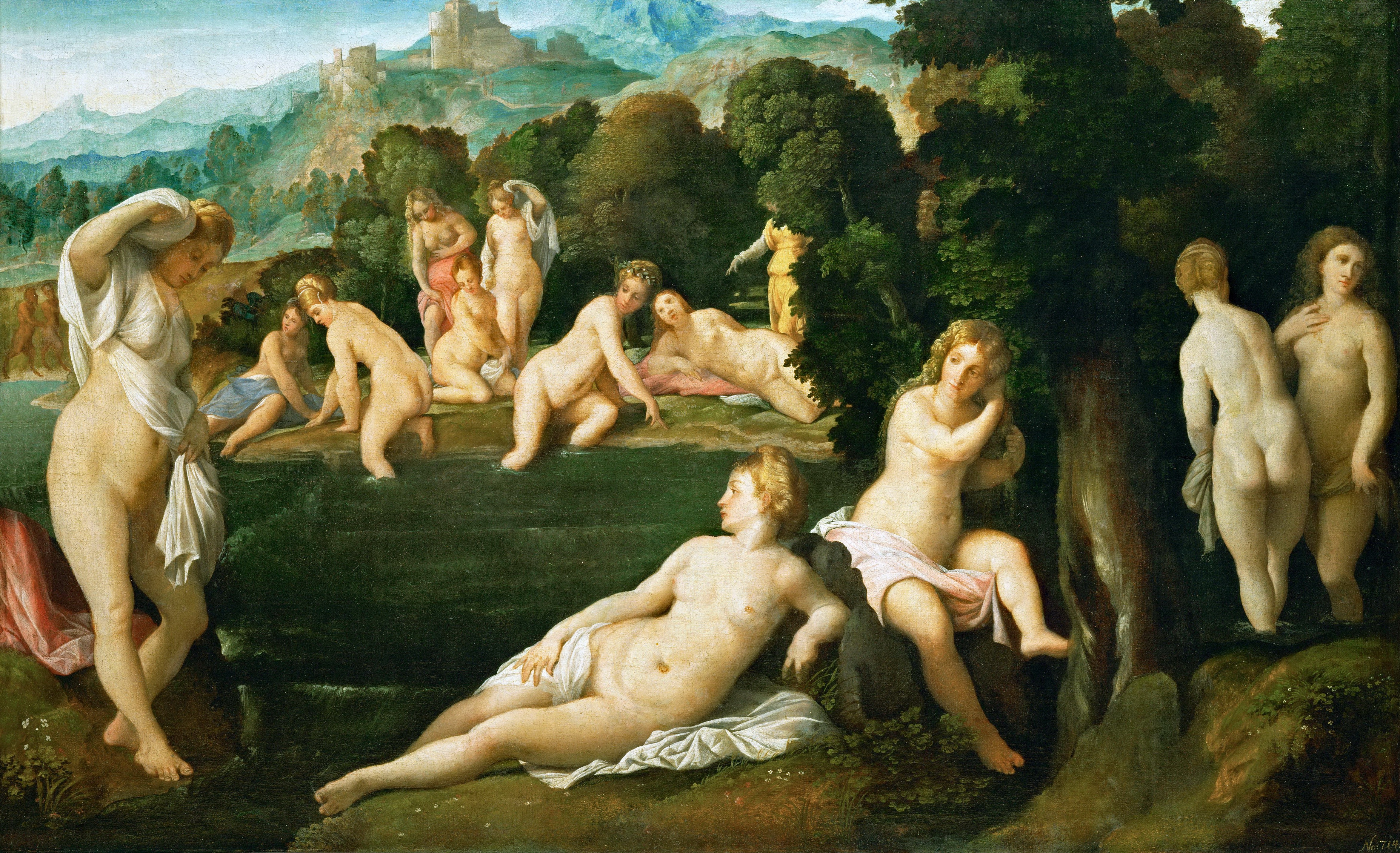
Diana en Callisto, Palma Vecchio

- Bibsys: 90918562
- Biblioteca Nacional de España: XX1003226
- Bibliothèque nationale de France: cb131800592 (data)
- Gemeinsame Normdatei: 118976435
- International Standard Name Identifier: 0000 0001 1611 4588
- KulturNav: 1d74460c-7546-4f43-b708-3b8fb741711d
- Library of Congress Control Number: n82050333
- MusicBrainz: 8415543e-9d0c-49cb-8b52-a0d1e1631b4a
- Nationale Bibliotheek van Tsjechië: mzk2003214566
- Nationale bibliotheek van Australië: 35869082
- Nationale Bibliotheek van Israël: 987007266204105171
- Nationale Bibliotheek van Polen: a0000002389443
- Nederlandse Thesaurus van Auteursnamen: 148063381
- RKD-Nederlands Instituut voor Kunstgeschiedenis: 61600
- Istituto Centrale per il Catalogo Unico: RAVV025568
- LIBRIS: 196962
- SNAC: w6618rgf
- Système universitaire de documentation: 035299266
- Trove: 1123714
- Union List of Artist Names: 500014786
- Virtual International Authority File: 199186983